# IC 266
IC 266 је спирална галаксија у сазвјежђу Персеј која се налази на листи објеката дубоког неба у Индекс каталогу.
Деклинација објекта је + 42° 15' 50" а ректасцензија 2h 55m 4,7s. Привидна величина (магнитуда) објекта IC 266 износи 14,9 а фотографска магнитуда 15,7. IC 266 је још познат и под ознакама MCG 7-7-10, CGCG 539-130, CGCG 540-12, PGC 11002.